# スーラト条約
スーラト条約（スーラトじょうやく、英語：Treaty of Surat）は、1775年3月6日にインドのスーラトにおいて、イギリス東インド会社とマラーター王国の前宰相ラグナート・ラーオとの間に結ばれた条約。

## 概要
1773年8月、マラーター王国の宰相ナーラーヤン・ラーオが暗殺され、叔父のラグナート・ラーオが宰相となった。だが、ラグナート・ラーオにはその暗殺の嫌疑がかかっていた。
1774年4月、ナーラーヤン・ラーオの未亡人が息子マーダヴ・ラーオ・ナーラーヤンを生んだ。そして、マーダヴ・ラーオの代からの幕僚ナーナー・ファドナヴィースがその後見人になり、ラグナート・ラーオは廃位された。
廃位されたラグナート・ラーオはプネーから離れ、宰相マーダヴ・ラーオ・ナーラーヤンを擁するナーナー・ファドナヴィースを打倒するため、イギリス東インド会社（ボンベイ管区政府）の援助で対抗しようと考えた。
こうして、1775年3月6日にラグナート・ラーオはイギリスとスーラト条約を結び、イギリスから兵員の援助を受けることとなった。その代償として、彼はサルセットとバセインの周辺領土の割譲を約した。
その後、イギリスに援助を受けたラグナート・ラーオは宰相府との戦争に突入し、ここに第一次マラーター戦争が始まった。